# Cyathea petiolata
Cyathea petiolata är en ormbunkeart som först beskrevs av William Jackson Hooker, och fick sitt nu gällande namn av R. M. Tryon. Cyathea petiolata ingår i släktet Cyathea och familjen Cyatheaceae. Inga underarter finns listade.